# كأس بلجيكا 2009–10
كأس بلجيكا 2009–10 (بالفرنسية: Coupe de Belgique de football 2009-2010)‏ هو الموسم 55 من كأس بلجيكا. أقيم بتاريخ 26 يوليو 2009، وأشرف على تنظيمه الاتحاد الملكي البلجيكي لكرة القدم، وكان عدد الأندية المشاركة فيه 168، وفاز فيه نادي غينت.